# Piedra, papel o tijera

Esquema de «piedra, papel o tijera». Cada elemento vence a uno de los otros dos, y a su vez es vencido por uno de ellos.

Piedra, papel o tijera(s), conocido también como chin chan pún, pikachú, cachipún, jankenpon, yan ken po, pin pon papas, hakembó y how-are-you-speak, es un juego de manos en el que existen tres elementos: la piedra, que vence a la tijera rompiéndola, la tijera, que vence al papel cortándolo, y el papel, que vence a la piedra envolviéndola, dando lugar a un círculo o ciclo cerrado (véase bucle extraño), que caracteriza al juego. Se utiliza con mucha frecuencia para decidir quién de dos personas hará algo, tal y como se hace a veces usando una moneda, o para dirimir algún asunto.

## Distintos nombres del juego
En Japón, Perú, Brasil, Paraguay y Ecuador se le conoce como jan-ken-pon (じゃんけんぽん?) o hakembo, probablemente, debido a la inmigración japonesa.[cita requerida] En México, es conocido como «piedra, papel o tijera», «chin chan pú» o «pikachú» (una variante del mismo), y en el pasado se le conoció incluso con un nombre en inglés: «How-are-you? Speak!», y en algunas partes del país «boy scout». En Colombia, Argentina, Ecuador, España, República Dominicana, Uruguay y Venezuela se suele llamar «piedra, papel o tijera», aunque en Bogotá/Colombia a veces se refieren al juego como «Chin, pum, papas».
El motivo de que en algunos países de Sudamérica se use la misma nomenclatura que en Japón es que los italianos, otros europeos inmigrantes y los descendientes de japoneses acostumbran a jugarlo tal y como se lo enseñaron sus abuelos. Se canta jan, ken, y se lanza la mano diciendo ¡po(n)!.[cita requerida] En Chile, ha dado lugar a ca-chi-pún. En Paraguay, se llama hakembó.
En Corea del Sur, se denomina gawi-bawi-bo, 가위바위보 (tijera-piedra-papel). También existe una variante llamada mook-chi-pa, 묵지빠 (piedra-tijera-papel).

## Cómo se juega
Los jugadores cuentan juntos «1, 2, 3..., ¡piedra, papel o tijera!»; «piedra, papel o tijera, ¡Ya!»; o bien «¡jan, ken, pon!»; «¡ca, chi, pun!»; o directamente «piedra, papel o ¡tijeras!». Y justo al acabar muestran todos al mismo tiempo una de sus manos, de modo que pueda verse el elemento que cada uno ha elegido:
- Piedra: un puño cerrado.
- Papel: todos los dedos extendidos, con la palma de la mano de lado, mirando hacia abajo o hacia arriba; en algunas variantes, se coloca la mano en forma de garra o bolsa envolvente.
- Tijera: dedos índice y medio extendidos y separados formando una «V».

El objetivo es vencer al oponente seleccionando el arma que gana, según las siguientes reglas:
- La piedra aplasta la tijera. (Gana la piedra.)
- La tijera corta el papel. (Gana la tijera.)
- El papel envuelve la piedra. (Gana el papel.)
- En caso de empate (que dos jugadores elijan el mismo elemento o que tres jugadores elijan cada uno un objeto distinto), se juega otra vez.

A veces, esto se repite hasta que uno de los jugadores gana con tres puntos, o cinco, según se haya acordado previamente, y será entonces el vencedor del juego.

### Pikachú
(Más conocido en Colombia) Los jugadores cantan juntos «Pi-ka-chú. Pica arriba, pica abajo, pica a un lado, pica al otro: Pi-ka-chú», con movimientos distintos a los originales durante la entonación: «Pi-ka-chú (manos con las palmas juntas chocando de un lado al otro con las del oponente). Pica arriba (aún con las palmas juntas, los oponentes juntan sus manos y con la mano exterior «aplauden» por arriba la mano del contrincante), pica abajo (vuelven la mano al centro y esta vez «aplauden» la mano del contrincante por abajo), pica a un lado (llevan la mano derecha hacia éste lado), pica al otro (con la mano derecha a la derecha, llevas la otra mano a la izquierda, quedando en una posición que pareciera «encogimiento de hombros»): Pi-ka-chú (se empuña la mano, se agita tres veces y justo al final se elige piedra, papel o tijera, con las reglas normales del juego)».
El juego funciona a dos de tres victorias, y el primero en lograrlas, castiga a su compañero con la propia canción (la fuerza con que se aplica el castigo puede variar según la persona): «Pi-ka-chú (le da palmadas en las mejillas). Pica arriba (le jala las mejillas hacia arriba), pica abajo (le jala las mejillas hacia abajo), pica a un lado (le jala las mejillas hacia los lados), pica al otro (le aplasta las mejillas): Pi-ka-chú (le vuelve a dar palmadas en las mejillas)». Se juega en México y Colombia.

### Fu man chú
En Perú existe una variante que se juega previamente al piedra, papel o tijera. Se denomina fu man chú y consiste en un juego de manos grupal para ir disminuyendo el número de contrincantes. Los jugadores deben, tras decir al unísono «¡Fu, man, chú!», mostrar la mano con la palma hacia arriba o hacia abajo y son eliminados quienes por proporción hayan sacado el mismo resultado en menor cantidad. Se juega hasta que solo queden dos personas que finalmente realizan el duelo final a yan ken po.

## Estrategias

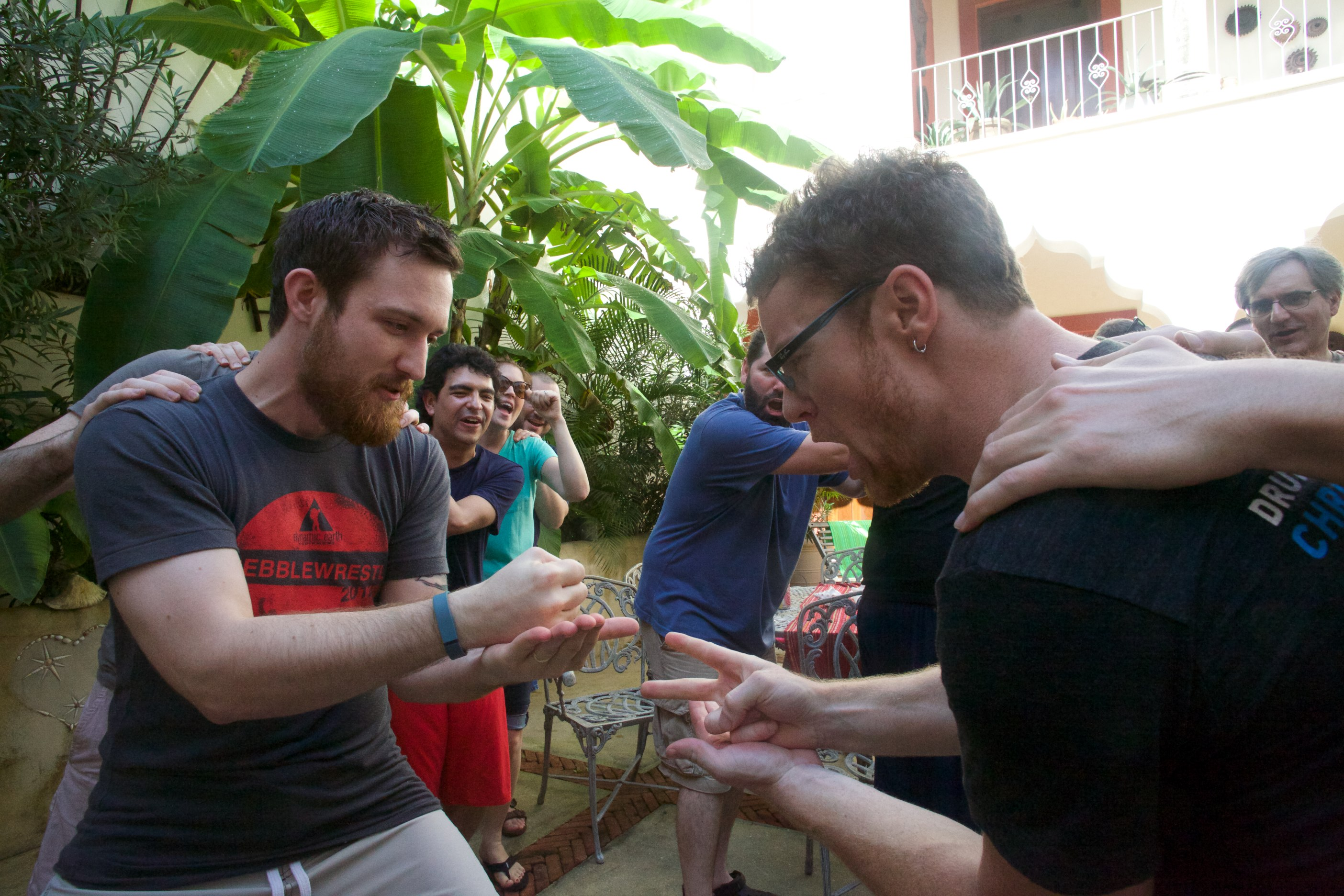
Personas jugando a piedra, papel, tijera.

La estrategia entre jugadores humanos incluye el uso de la psicología para tratar de predecir o influenciar el comportamiento del adversario. Se considera aceptable el uso del habla con la intención de despistar o engañar.[cita requerida]
La forma óptima de jugar matemáticamente (de acuerdo con la teoría de juegos) se reduce a un problema de elección aleatoria y, por tanto, el juego puede considerarse trivial en ese sentido, si se juega eliminando la psicología, como una computadora. Pero «óptimo» en ese sentido significa sólo «imposible de ser derrotado más de lo que se podría esperar estadísticamente», lo cual no implica que una estrategia aleatoria sea la mejor para conseguir ventaja frente a un contrincante subóptimo. De hecho, si el oponente es humano o un programa no aleatorio, es casi seguro que juegue de forma subóptima, de modo que una estrategia modificada adecuadamente puede explotar esta debilidad.[cita requerida]
Perry Friedman demostró con el programa Roshambot cómo ganar fácilmente a algunos jugadores humanos. En agosto del 2001, ganó una competición de 800 $ contra siete oponentes, incluyendo a Phil Hellmuth, excampeón mundial de póker. Darse Billings, jugador de póker) de la Universidad de Alberta, organizó una competición de «piedra, papel y tijera» para estudiar estas posibilidades y su aplicación a otros juegos de computadora (especialmente de póker, en el cual una parte importante de la estrategia es explotar el comportamiento no aleatorio de los jugadores).[cita requerida]
En 2005 es posible encontrar una buena opinión estratégica de las hermanas mellizas Alice y Fiora Maclean, de 11 años de edad, cuando las casas de subastas rivales Christie's y Sotheby's estuvieron de acuerdo en jugar a «piedra, papel o tijera» para determinar los derechos de una colección de arte altamente valorada. Nicholas, padre de las hermanas Maclean y director internacional del departamento de Impresionismo y Arte Moderno de Christie's, le pidió consejo a las niñas. Ellas jugaban a «piedra, papel o tijera» en la escuela «casi todos los días» (aclaró la pequeña Alice), y su estrategia se resumía así: «Todo el mundo sabe que siempre se empieza con tijera. La piedra es una opción demasiado obvia, y la tijera gana al papel». A esto, Fiora añadió «desde novatas, siempre supimos que la 'tijera' era lo más seguro». Además, señaló que «si la otra parte también elige 'tijera' y se necesita otra ronda, lo correcto sería volver a elegir 'tijera', pues el otro suele pensar que optarás por la 'piedra'». Finalmente, Christie's ganó, con tijera.

## Historia

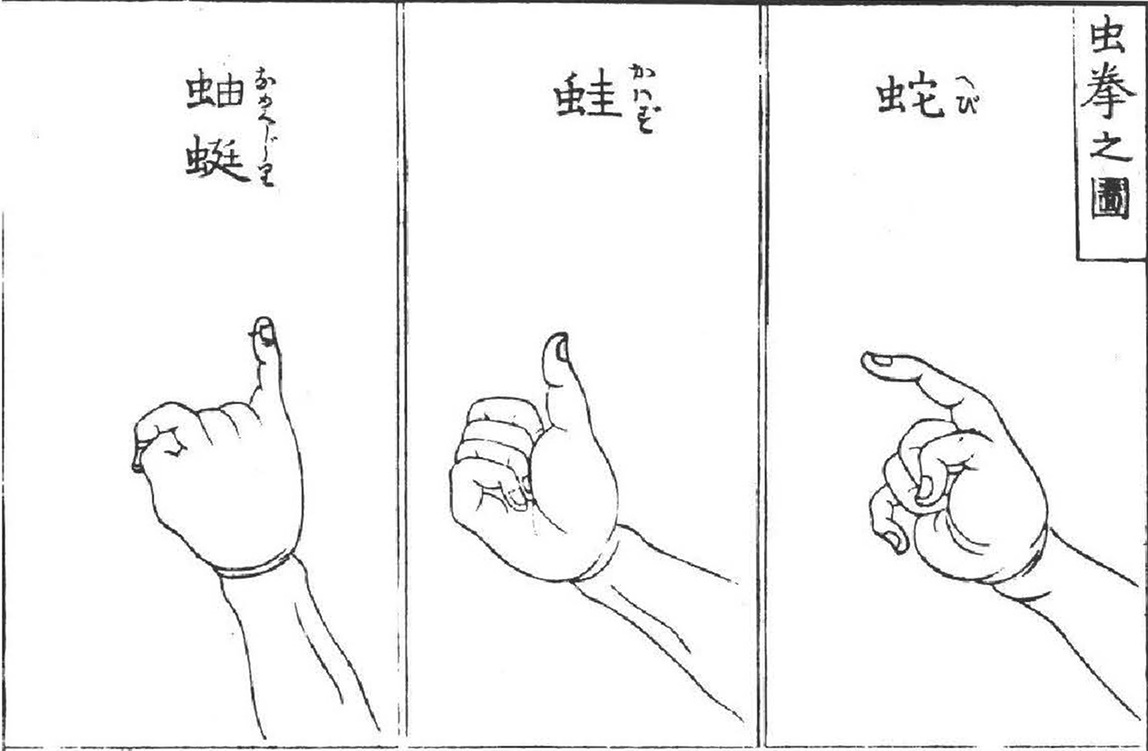
Mushi-ken no zu (1809).

Como el go y el mahjong, el juego de «piedra, papel y tijera» fue inventado en China. Según un libro llamado Wǔzázǔ (五雜俎 o 五雜組), escrito por Xiè Zhàozhì (謝肇淛) al final de la era Ming, los señores de la guerra del periodo Han tardío jugaban algo llamado shǒushìlìng (手勢令), que vendría a ser lo que se conoce como «piedra, papel y tijera».
No hay registro del juego en Occidente sino hasta que se tuvo contacto directo con los asiáticos. Los escritores occidentales de finales del siglo XIX simplemente lo mencionaban como un juego asiático. Los chinos y coreanos usan la palabra tela con piedra y tijera, mientras que los japoneses emplean el vocablo papel, lo que sugiere que los occidentales habrían incorporado el juego desde Japón a finales del siglo XIX. Su origen japonés deriva de las artes marciales en las que piedra es un ataque directo, tijeras es un ataque a los ojos o a la nariz y papel es un método de defensa. 

## Uso en casos formales

### Caso en Estados Unidos
En el 2006, el juez federal estadounidense Gregory Presnell, del Distrito Intermedio de Florida, ordenó que las dos partes en disputa en un largo caso acordaran un punto trivial (pero extensamente debatido) sobre determinar el sitio para una exposición, utilizando el juego de piedra, papel o tijera. La sentencia en el caso Avista Management v. Wausau Underwriters indica:

Habiendo considerado el Planteo —el último de una serie de nudos gordianos que las partes no han logrado resolver sin recurrir a la ayuda de las cortes federales — se ORDENA que dicho Planteo es RECHAZADO. En su reemplazo, la Corte utilizará una nueva forma alternativa de resolución de disputa, para ello: a las 4:00 p. m. del viernes 30 de junio del 2006, los abogados de las partes se encontrarán en un sitio neutral aceptable para ambas partes. Si los abogados no pueden ponerse de acuerdo sobre un sitio neutral, ellos se encontrarán en las escalinatas de la Sede Judicial de Sam M. Gibbons, 801 North Florida Ave., Tampa, Florida 33602. Cada abogado podrá estar acompañado de un asistente legal, quien le servirá de ayudante y testigo. A la hora y sitio fijados, los abogados realizarán un (1) juego de «piedra, papel o tijera». El ganador de este enfrentamiento quedará habilitado a elegir el sitio para la exposición, según 30(b)(6), la cual se deberá realizar en algún sitio en el Condado de Hillsborough entre el 11 al 12 de julio del 2006.

La publicación de esta orden judicial, ampliamente difundida entre los abogados de la región, apuntaba a avergonzar a los dos bufetes de abogados sobre sus respectivas conductas litigantes al laudar la disputa mediante un procedimiento risible.

## Piedra, papel o tijera en videojuegos
En muchos videojuegos de estrategia en tiempo real, de rol y de disparos en primera persona, es una característica común que un grupo de armas o unidades militares interactúen entre sí al estilo del juego de piedra, papel o tijera. Este sistema hace que ciertas unidades o armas tengan una ventaja sobre otras, pero sean más débiles contra otras selecciones, emulando a sus contrapartes en el mundo real (por ejemplo, en muchos juegos las unidades de caballería tienen una ventaja sobre la infantería regular, pero tienen una desventaja considerable contra unidades de piqueros o lanceros). Este tipo de mecánica puede hacer que juego se equilibre por sí solo, evitando así que pueda ser ganado con una única estrategia dominante.